# Pasiphila charybdis
Pasiphila charybdis är en fjärilsart som först beskrevs av Butler 1879a.  Pasiphila charybdis ingår i släktet Pasiphila och familjen mätare. Inga underarter finns listade i Catalogue of Life.